# Channallabes apus
Channallabes apus es una especie de pez de la familia Clariidae en el orden de los Siluriformes.

## Morfología
• Los machos pueden llegar alcanzar los 32,7 cm de longitud total.

## Hábitat
Es un pez de agua dulce y de clima tropical (22 °C-25 °C).

## Distribución geográfica
Se encuentran en África:  cuencas del río Kouilou (República del Congo) y del río Congo (República del Congo, República Democrática del Congo y Angola ).